# Pittosporum rhytidocarpum
Pittosporum rhytidocarpum là một loài thực vật thuộc họ Pittosporaceae. Đây là loài đặc hữu của Fiji.